# روسامریا مونتیبلر
روسامریا مونتیبلر (پرتغالی: Rosamaria Montibeller؛ زادهٔ ۹ آوریل ۱۹۹۴) بازیکن والیبال اهل برزیل است.